# Sinopoda hamata
Sinopoda hamata är en spindelart som först beskrevs av Fox 1937.  Sinopoda hamata ingår i släktet Sinopoda och familjen jättekrabbspindlar. Inga underarter finns listade i Catalogue of Life.